# Amt Camberg
Das Amt Camberg war im Alten Reich ein zweiherriger Verwaltungs- und Gerichtsbezirk und von 1803 bis 1816 ein Amt im Herzogtum Nassau.

## Geschichte
Das Amt Camberg war ein ehemaliger Bestandteil der Grafschaft Diez. Adolf von Nassau-Dillenburg erhielt durch Heirat die Grafschaft Diez, wodurch das Amt Camberg nassauisch wurde. Dessen Erbtochter Jutta heiratete Gottfried VII. von Eppstein-Münzenberg. Hierdurch wurde das Amt zu 3/4 eppsteinisch und zu 1/4 nassauisch. 1453 verkaufte Eppstein 1/4 an Katzenelnbogen. Dieser Anteil fiel 1587 an Nassau-Dillenburg. Damit war das Amt zur Hälfte Eppsteinisch und zur Hälfte Dillenburgisch. Nach dem Aussterben der Eppsteiner und der sie beerbenden Königsteiner 1581 zog Trier diesen Anteil als heimgefallenes Lehen ein.
Von 1535 bis 1803 stand das Amt Camberg unter der gemeinsamen Verwaltung von Nassau-Diez und von Kurtrier. Die Amtsbeschreibung des trierschen Amtsmanns Ernst Cornelius Pagenstecher vom 28. März 1772 nannte folgende Orte und Einwohnerzahlen:
| Ort                       | Ehepaare | Ledige Männer | Ledige Frauen | Feuerstätten |
| ------------------------- | -------- | ------------- | ------------- | ------------ |
| Stadt Camberg             | 140      | 222           | 198           | 158          |
| Würges                    | 103      | 109           | 102           | 79           |
| Erbach                    | 100      | 169           | 155           | 110          |
| Oberselderß (Oberselters) | 48       | 57            | 84            | 52           |
| Haintgen (Haintchen)      | 101      | 96            | 102           | 75           |
| Dombach                   | 30       | 34            | 47            | 47           |
| Schwickershausen          | 43       | 70            | 46            | 38           |

In der einer Aufstellung, die Kurfürst Johann II. von Baden 1498 beauftragt hatte, ist das Amt Hasselbach als eines der damals 59 Ämter erwähnt. Hasselbach war gemeinsam mit dem Amt Limburg an Kurtrier gekommen, nachdem mit Johann II. im Jahr 1406 der letzte männliche Vertreter des Hauses Limburg gestorben war. Nach dem Tausch eines Viertels von Hasselbach (dieses war zuletzt im Besitz von Nassau-Usingen) war Kurtrier bis zum Ende des Heiligen Römischen Reiches im Jahr 1803 Besitzer von 3/4 des Ortes, den der kurtrierische Amtmann von Camberg mitverwaltete. Eisenbach gehörte seit 1427 zur Hälfte zu Kurtrier, je ein Viertel besaßen Nassau-Oranien und die Freiherren von Hohenfeld bzw. danach die Freiherren von Schütz zu Holzhausen. Auch hier erfolgte die Verwaltung des trierischen Anteils von Camberg aus, auch wenn Pagenstecher 1772 diese beiden Orte nicht aufführt.
Die rechtsrheinischen kurtrierischen Gebiete, damit auch der Anteil am Amt Camberg, wurden im Reichsdeputationshauptschluss dem Fürsten von Nassau-Weilburg zugesprochen, ab 1806 war das Amt Teil des Herzogtums Nassau. Mit Ministerialresolution vom 26. Januar 1808 wurde das Amt aus dem Regierungsbezirk Ehrenbreitstein in den Regierungsbezirk Wiesbaden überführt, Mensfelden in das Amt Kirberg übertragen und das Patrimonialgericht der Freiherren von Hohenfeld aufgehoben.
1812 wurden die benachbarten Ämter Amt Camberg, Amt Dauborn und Amt Kirberg zusammengelegt. Der Sitz des neuen Oberamtes Kirberg lag in Camberg. Zum 1. Juli 1816 wurde das Gebiet des ehemaligen Amtes Camberg im Rahmen einer Neuorganisation der nassauischen Verwaltung Teil des nassauischen Amtes Idstein.

## Brandschutz
Nachdem in vielen Dörfern der kurtrierischen Gebiete ganzen Häuserreihen abbrannten, erließ das Kurfürstentum Trier am 27. November 1783 eine Gesamtverordnung über den vorbeugenden Feuerschutz und die Feuerbekämpfung. Darin hatten ihre Ämter gemäß § 17 „große dauer- und meisterhafte Feuerspritzen“ anzuschaffen, und zwar kleinere Ämter eine, größere, aber zwei. Damit waren erstmals nicht nur die einzelnen Bewohner und Gemeinden in der Pflicht, Vorsorge zu treffen, sondern auch die Ämter als unterste Verwaltungseinheiten.

## Gemeinden
Das Amt Camberg bestand aus der Stadt Camberg, die gleichzeitig Amtssitz war und den Orten Erbach, Würges, Oberselters, Dombach, Schwickershausen und Haintchen.

## Amtssitz

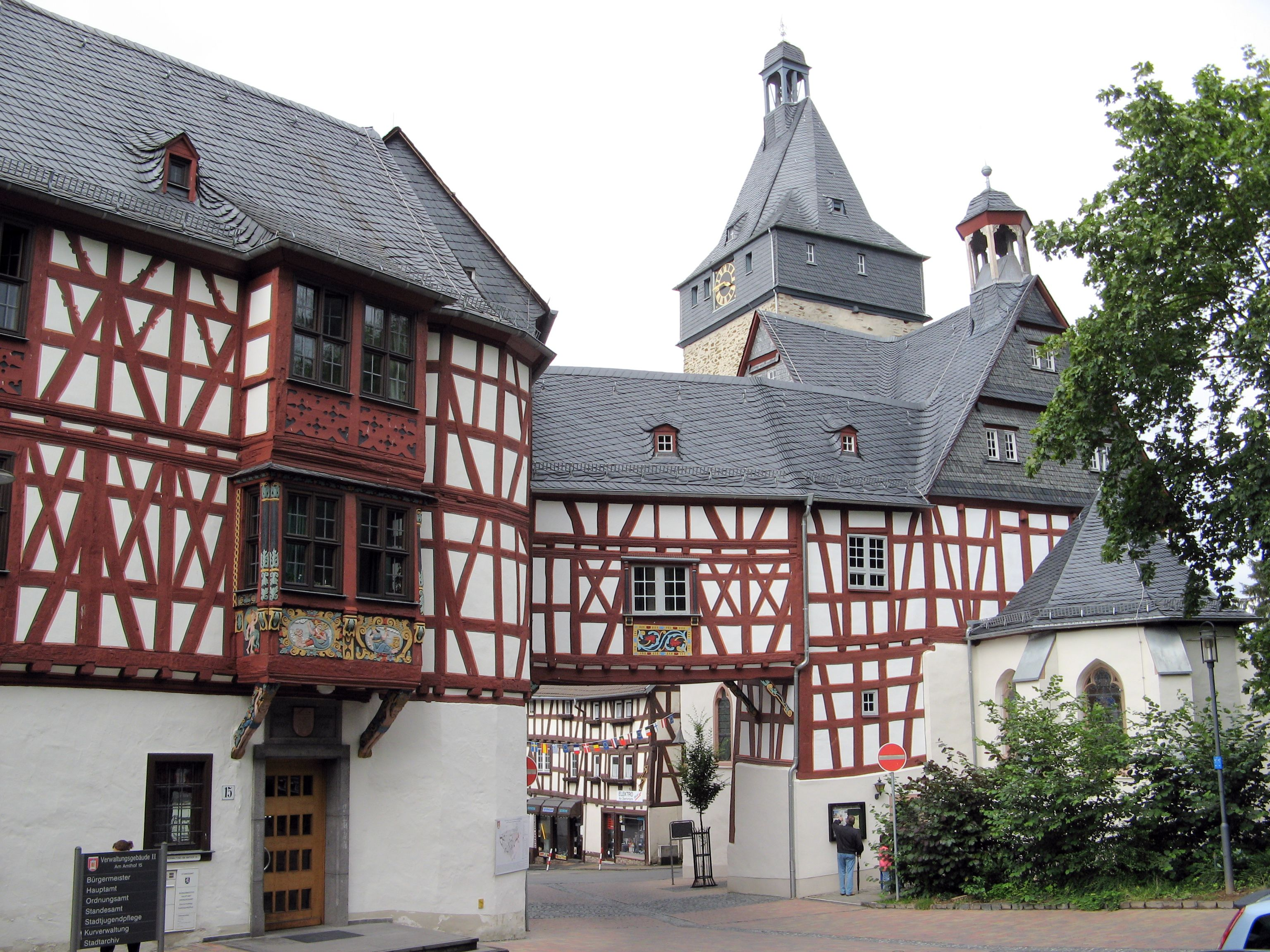
Amthof

Der Sitz des Amtmanns war von 1564 bis 1803 der Amthof in Camberg. Der ehemalige Amthof ist eine umfangreiche Mehrflügelanlage mit 700-jähriger Baugeschichte. Er liegt zwischen dem Obertor und der Amthofstraße. Die Anlage steht als Kulturdenkmal unter Denkmalschutz.

## (Ober-Amtmänner)
Bedingt durch die Zweiherrigkeit gab es jeweils einen kurtrierischen und einen Nassau-Oranischen Amtmann. Anweisungen mussten von beiden gemeinsam erlassen werden.

### Kurtrier
Die Kurtrierschen Amtmänner waren meist als Oberamtmänner auch für die benachbarten kurtrierschen Besitzungen wie das Amt Wehrheim zuständig.
- Johann von Walderdorff (1495)[8]
- Johann Henrich Freiherr von Bergh genannt Baron von Trips
- Wilhelm Lothar Freiherr von Hohenfeld (1676–1710)[9]
- Benedikt Marian Freiherr Schütz von Holzhausen
- Friedrich August Freiherr Schütz von Holzhausen (1794–1803)

### Nassau
- Georg Friedlieb Rühle (bis 1768)
- Ernst Cornelius Pagenstecher (1768–1806)

### Nassau-Weilburg / Herzogtum Nassau
- Friedrich August Freiherr Schütz von Holzhausen (1803-)